# コラボ伝説
『コラボ伝説』（コラボでんせつ）は、SEAMOの2枚目のベストアルバム。

## 解説
- コラボ楽曲を集めたコラボベストアルバム。DISC-1には個人名義のシングルやアルバムに収録されたコラボ楽曲（シーモネーター&DJ TAKI-SHIT時代のものも含む）に加え、シーモネーター名義としては8年ぶりとなる新曲「S.ex. with TSUCHIYA ANNA and SUGA SHIKAO」を、DISC-2には他人名義のシングルやアルバムに参加した楽曲を収録。
- 価格は通常盤が3000円、初回限定盤が3500円となる。
- 初回限定盤にはコラボ楽曲のビデオクリップ集とスペシャル映像を収録したDVDが付属。

## 収録曲

### DICS-1
1. S.ex. with TSUCHIYA ANNA and SUGA SHIKAO / シーモネーター
シーモネーター名義での新曲。
2. Hungry feat. miray
コラボミニアルバム『5♥WOMEN』収録。
3. a love story / SEAMO with BENNIE K
3rdシングル。
4. Hey Boy, Hey Girl feat. BoA
3rdアルバム『Round About』収録。
5. Kiss Kiss Kiss feat. AZU & yukako
4thアルバム『SCRAP & BUILD』収録。
6. 宝島 feat. hiroko (from mihimaru GT)
3rdアルバム『Round About』収録。
7. 心の声 feat. AZU
2ndアルバム『Live Goes On』収録。
8. キミヲワスレナイ feat. AYUSE KOZUE
デジタル配信シングル及びベストアルバム『Best Of SEAMO』収録。
9. 素直になりたい feat. AKIKO WADA
9thシングル『MOTHER』のカップリング。
10. Honey Honey feat. AYUSE KOZUE
10thシングル。
11. 怒りの鉄槌 feat. 長州小力
2ndアルバム『Live Goes On』収録。
12. Do It! feat. MICRO & KURO (from HOME MADE 家族)
3rdアルバム『Round About』収録。
13. クリスマス大作戦 feat. 紗羅マリー
コラボミニアルバム『5♥WOMEN』収録。
14. Girl is Mine feat. CRYSTAL BOY (nobodyknows+)
4thアルバム『SCRAP & BUILD』収録。
15. Golden Time feat. カルテット & 手裏剣ジェット
2ndアルバム『Live Goes On』収録。
16. 半熟ラバーズ feat. MICRO (HOME MADE 家族) / シーモネーター & DJ TAKI-SHIT
シーモネーター & DJ TAKI-SHIT名義の3rdシングル。

### DICS-2
1. Fallin' in or Not feat. SEAMO / 中林芽依
May'nが「中林芽依」名義で出した3rdシングル。
2. 卒業、そして未来へ。 / Monkey Majik + SEAMO
MONKEY MAJIKの5thシングル。
3. fantastic 3 feat. SEAMO / HOME MADE 家族
HOME MADE 家族の3rdアルバム『FAMILIA』収録。
4. 恋唄 with SEAMO / SOFFet
SOFFetの4thアルバム『NEW STANDARD』収録。
5. 時間よ止まれ feat. SEAMO / AZU
AZUの4thシングル。
6. さぁ行こう! / YA-KYIM respects SEAMO
YA-KYIMの7thシングルの2曲目。
7. Be With Me feat. SEAMO / Spontania
Spontaniaのコラボベストアルバム『コラボレーションズ BEST』収録。
8. キミがおしえてくれた事 feat. SEAMO / Tiara
Tiaraの2ndシングル。
9. LOVE A LOVE feat. SEAMO / MEGARYU
MEGARYUの2ndシングル。
10. ラヴィン・ユー / 清水翔太、Crystal Kay、Mummy-D、SEAMO、童子-T
コンピレーションアルバム『BEAT CONNECTION』収録。

### 初回限定盤DVD
1. a love story
2. 心の声 feat. AZU
3. Hey Boy, Hey Girl feat. BoA
4. Honey Honey feat. AYUSE KOZUE
5. Kiss Kiss Kiss feat. AZU & yukako
6. キミヲワスレナイ feat. AYUSE KOZUE
7. クリスマス大作戦 feat. 紗羅マリー
8. Fallin' in or Not feat. SEAMO / 中林芽依
9. 卒業、そして未来へ。 / Monkey Majik + SEAMO
10. fantastic 3 feat. SEAMO / HOME MADE 家族
11. 時間よ止まれ feat. SEAMO / AZU
12. さぁ行こう! / YA-KYIM respects SEAMO
13. LOVE A LOVE feat. SEAMO / MEGARYU